# Premio Bressa

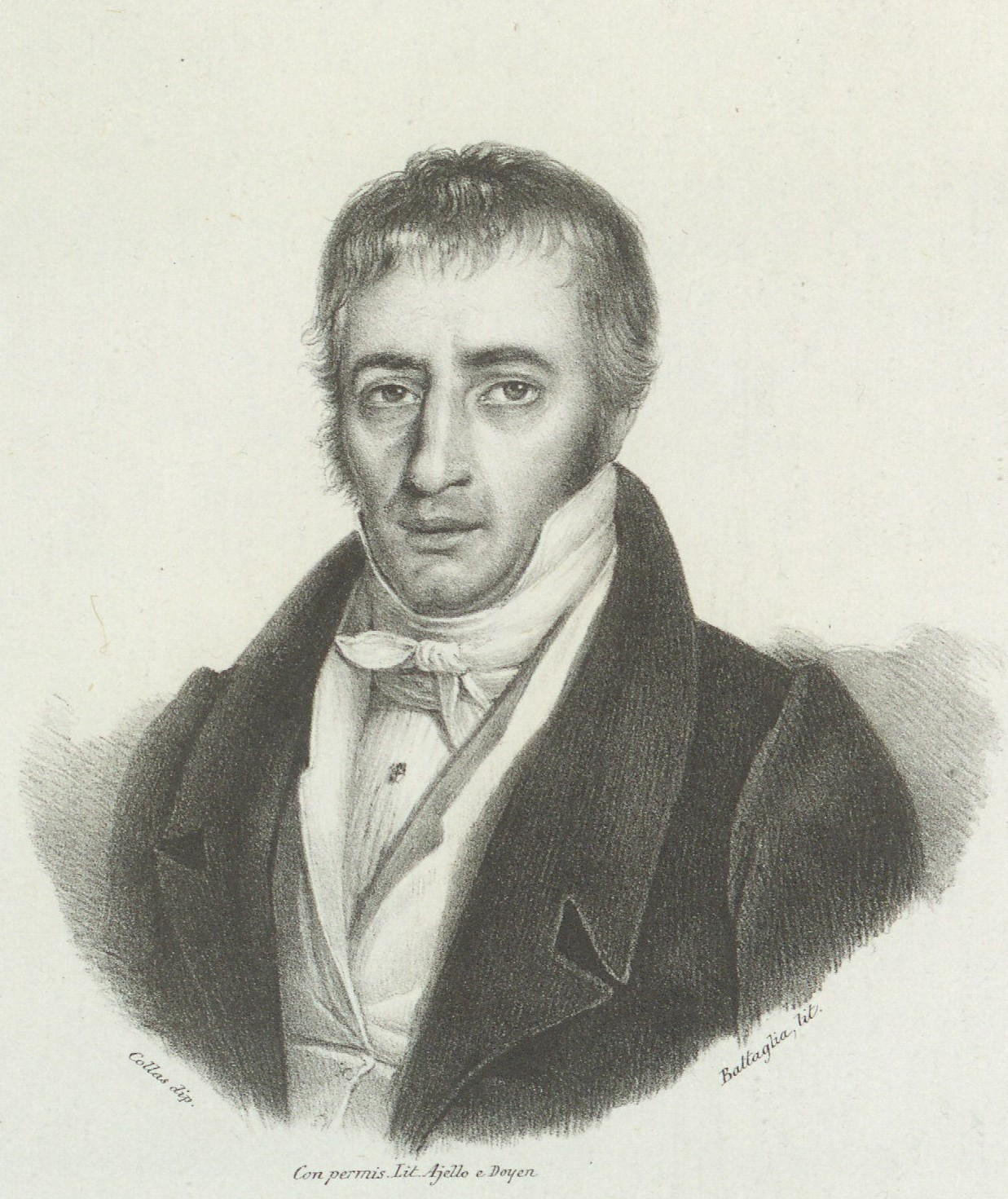
Cesare Bressa, c. 1833-1838

Il Premio Bressa è stato un premio dell'Accademia delle Scienze di Torino istituito nel 1836 attraverso una donazione del medico e scienziato Cesare Bressa. Era alternativamente nazionale e internazionale, riservato con un sistema a rotazione nell'ordine alle discipline: chimica, fisiologia, fisica, geologia, matematica, patologia, storia, statistica, geografia.
Il primo a ricevere il premio fu Charles Darwin, per i suoi studi di botanica. Venne concesso per l'ultima volta nel 2006.
Inizialmente il premio era assegnato in riconoscimento alle scoperte del quadriennio anteriore alla data di assegnazione.

## Vincitori
- 1879: Charles Darwin (1875-78)
- 1881: Luigi Maria d'Albertis (1877-80)
- 1883: Hormuzd Rassam (1879-82)
- 1885: Pasquale Villari (1881-84)
- 1887: Louis Pasteur (1883-86)
- 1889: Domenico Comparetti (1885-88)
- 1891: Heinrich Hertz (1887-90)
- 1893: Angelo Battelli (1889-92)
- 1895: John William Strutt (1891-94)
- 1897: Giuseppe Pitrè (1893-96)
- 1899: Ernst Haeckel (1895-98)
- 1901: Rodolfo Lanciani (1897-1900)
- 1903: Luigi Amedeo, duca degli Abruzzi (1899-02)
- 1905: Carlo Alfonso Nallino (1901-04)
- 1907: Ernest Rutherford (1903-06)
- 1909: Ernesto Schiaparelli (1905-08)
- 1911: Richard Martin Willstätter (1907-10)
- 1913: Vittorio Fiorini (1909-12)
- 1915: Antonio Berlese (1911-14)
- 1917: Paolo Orsi (1913-16)
- 1919: Filippo De Filippi (1916-18)
- 1921: Filippo De Filippi (1917-20)
- 1923: Francesco Vercelli (1919-22)
- 1925: Gian Alberto Blanc (1921-24)
- 1927: Alberto De Agostini (1923-26)
- 1929: Luigi Boggiano-Pico (1925-28)
- 1933: Oliviero Olivo (1929-32)
- 1935: Carlo Ferrari (1929-34)
- 1937: Leonida Tonelli (1933-36)
- 1939: Romolo Deaglio (1935-38)
- 1941: Placido Cicala (1937-40)
- 1943: Carlo Minelli (1939-42)
- 1973: Aldo Ghizzetti
- 1973: Leo Finzi
- 1997: Ezio Pelizzetti
- 2006: Luigi Luca Cavalli-Sforza